# Vanda (orquídea)
Vanda también es el nombre sueco de la ciudad finlandesa de Vantaa
Vanda es un género con 84 especies de orquídeas aceptadas. El género Vanda pertenece a la subfamilia Epidendroideae dentro de la familia de las orquídeas Orchidaceae. Nativas del Sudeste de Asia desde las montañas del Himalaya hasta las Filipinas y el norte de Australia.

## Hábitat
La mayoría son epífitas aunque las hay también litófitas. En la naturaleza se encuentran debajo del dosel forestal en la humedad de la parte baja, protegidas de la luz solar directa. Se distribuyen por India, el Himalaya, sureste de Asia, Indonesia, las Filipinas, Nueva Guinea, sur de China y norte de Australia.

## Descripción
Las vandas muestran un hábito de desarrollo monopodial. El rizoma se desarrolla erecto y en su extremo produce dos gruesas y carnosas hojas alternas y elípticas cada año. Las hojas basales más viejas se caen al mismo tiempo. La planta de este modo retiene de cuatro a cinco hojas. No tienen pseudobulbos. El racimo aparece del tallo que surge entre las hojas y florece en todo su esplendor durante varias semanas.
Las especies se pueden clasificar dentro de dos grupos. Uno de ellos con una inflorescencia larga y ramosa (más de un metro de larga) con unas flores casi redondeadas de tintes rosas o blancos.
El otro grupo con tallos cortos y flores de apariencia cerúlea menos redondeadas y colores más fuertes.
Las flores constan de 3 sépalos similares a los pétalos, 3 pétalos con uno de ellos, el inferior, distinto, que forma el llamado labelo y en medio de ellos está la columna (fusión de los estambres y pistilos).
Las raíces son gruesas y están recubiertas por un tejido esponjoso llamado velamen que ayuda a la absorción de agua y nutrientes. Por dentro está la auténtica raíz, que contiene clorofila y presenta color verde.

## Cultivo
Estas plantas no son muy exigentes en cuanto a su cultivo. Requiere unas condiciones mínimas que no son difíciles de conseguir dentro de las casas.
- Temperatura: se desarrolla bien con la temperatura de la casa. Soporta temperaturas de entre 14 y 35 °C con preferencia de temperatura durante el día de 20-24 °C. Para hacerla florecer, hay que mantener una diferencia de temperatura de 5 °C entre el día y la noche durante un mes.
- Luz:  prefieren una luz viva, sin el sol directo del periodo del mediodía. Su ideal está entre 15.000-20.000 lux. Para ello se pueden situar junto a una ventana orientada al este o al oeste, con un visillo o cortina fina de por medio. Sin que le de la luz directa del sol pues se le pueden quemar las hojas. Las raíces de estas orquídeas son verdes, tienen clorofila por tanto capaces de realizar la fotosíntesis, por lo que es conveniente que estén en macetas incoloras.
- Agua: de preferencia no calcárea y sin cloro (usar cartuchos filtrantes si el agua disponible es muy calcárea). La humedad ambiental debe estar situada entre el 50 y 60%, si bien debe ser mayor cuanto más alta sea la temperatura.
- Riegos: moderados. Hay que dejar secar un poco el compost entre dos riegos. Las raíces prefieren los compost con buen drenaje. Disminuir los riegos cuando los nuevos pseudobulbos estén maduros. Algunas variedades prefieren que las raíces sequen rápidamente.
- Humedad: les gustan las vaporizaciones.
- Aclareo: normalmente al final del invierno o en la primavera, después de la floración. Toleran bien los tiestos pequeños. Utilizar de preferencia un tiesto no poroso (nada de macetas de barro cocido), a fin de no concentrar las sales minerales. Si no, se recomienda de humedecer el compost con agua clara de vez en cuando. Después del cambio de tiesto, esperar unas dos semanas antes de emprender el ritmo normal de riegos. Vaporizar el envés de las hojas.
- Substrato: granulometría de fina a media, a base de corteza de pino, atapulgita o argex (esferas de tamaño variable), carbón vegetal, poliestireno.
- Abonos: debido a que son plantas epífitas que viven sobre troncos de árboles y recogen el agua de lluvia que escurre no tienen grandes exigencias de abono. Venden abonos especiales para ellas, pero basta con usar un abono para plantas de interior reduciendo su dosis a la cuarta parte, que aplicaremos cada 10-15 días en la floración y el resto del tiempo esporádicamente.
- Reproducción: producen innumerables semillas, pero difíciles de germinar como no estén en simbiosis con un hongo. Por lo cual, el método más fácil es mediante Keikis (hijuelo que la planta madre emite en la vara floral, tras la floración). Para estimular la aparición de Keikis tras la floración, se corta la vara por encima de un nudo sobre la mitad de su longitud. Luego se retira con cuidado la pielecilla que cubre las yemas de los entrenudos, con mucho cuidado para no dañar estos. Con ello conseguiremos que les llegue más luz.

También se puede diluir una pizca de la hormona de crecimiento vegetal (benziladenina) en agua y con un pincel dar una fino toque en el corte para estimular su aparición. Una vez el keikis ha emitido unas raíces pequeñas se puede separar de la planta madre.

## Taxonomía
El género fue descrito por Jones ex R.Br. y publicado en Botanical Register; consisting of coloured . . . 6: , ad pl. 506. 1820.

### Sinónimos
El género tiene los siguientes 11 sinónimos:
- Ascocentropsis Senghas & Schildh.
- Ascocentrum Schltr.
- Christensonia Haager
- Eparmatostigma Garay
- Euanthe Schltr.
- Finetia Schltr.
- Gunnaria S.C.Chen ex Z.J.Liu & L.J.Chen
- Neofinetia Hu
- Nipponorchis Masam.
- Trudelia Garay
- × Trudelianda Garay

## Etimología
Nombre genérico que procede del nombre sánscrito dado a la especie  Vanda tessellata  en la India, también puede proceder del latín (vandi) y del griego (dios santísimo).

## Especies

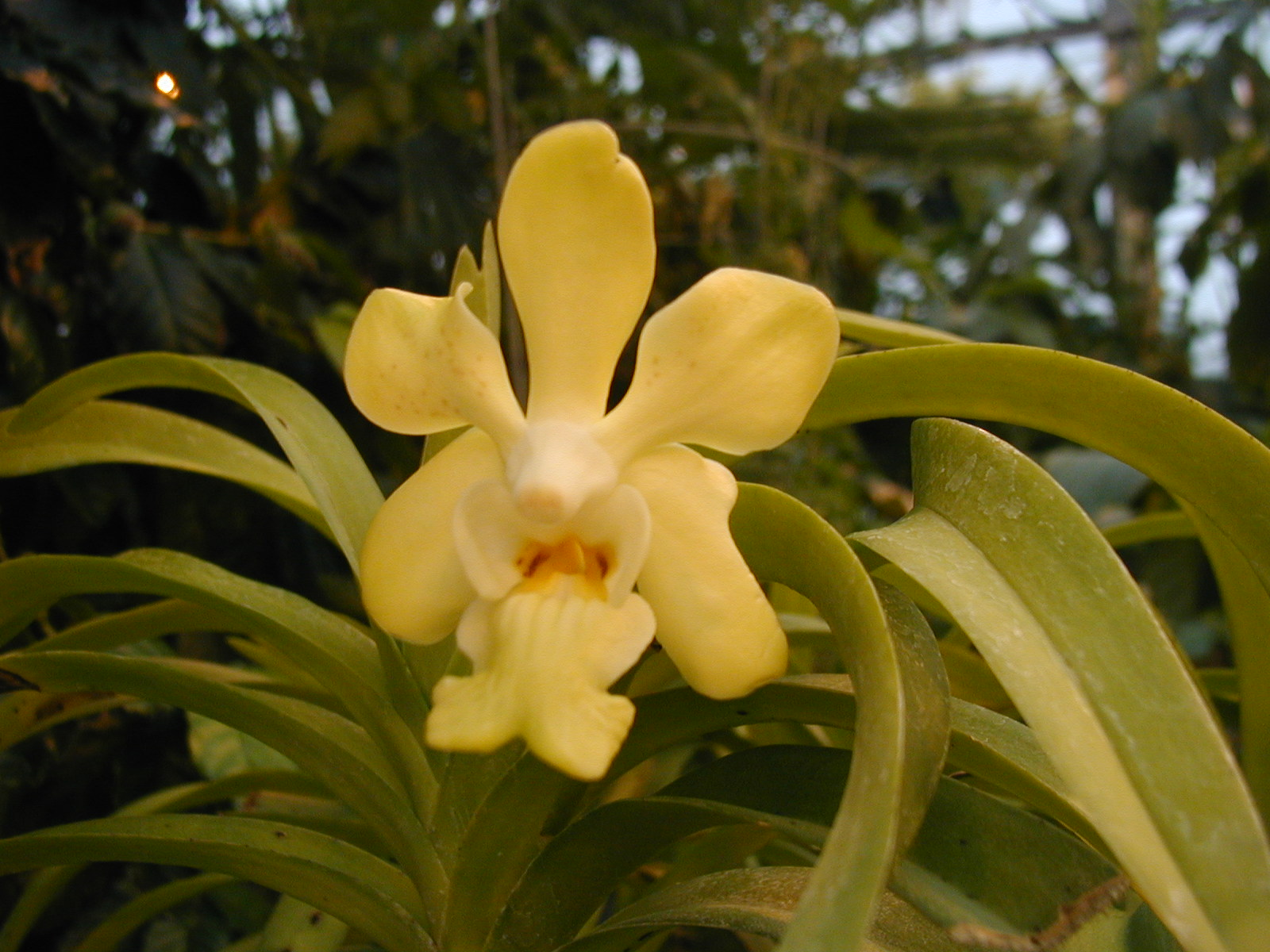
Vanda denisoniana

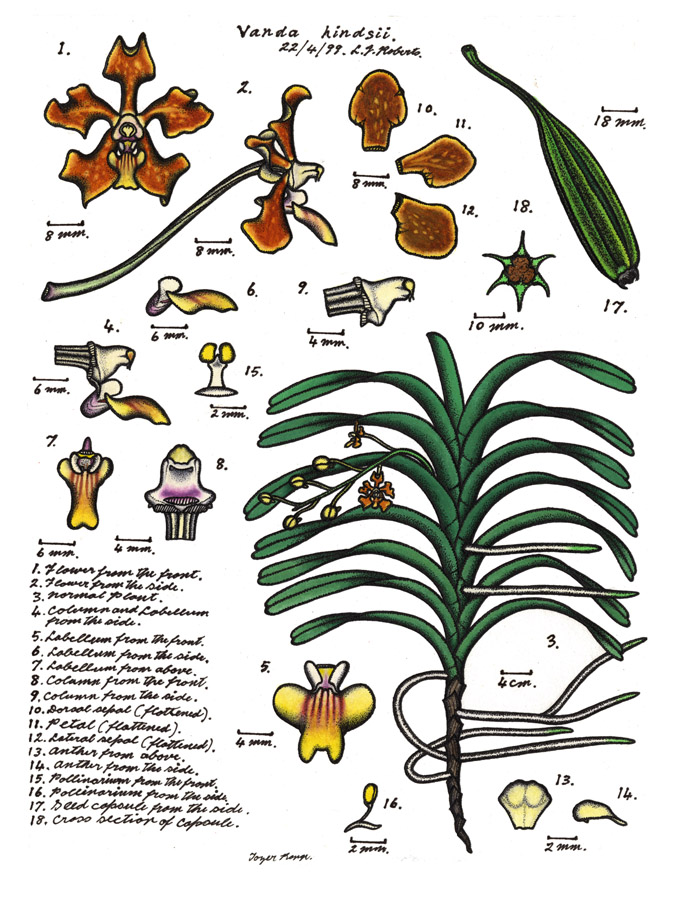
Vanda hindsii por Lewis Roberts.

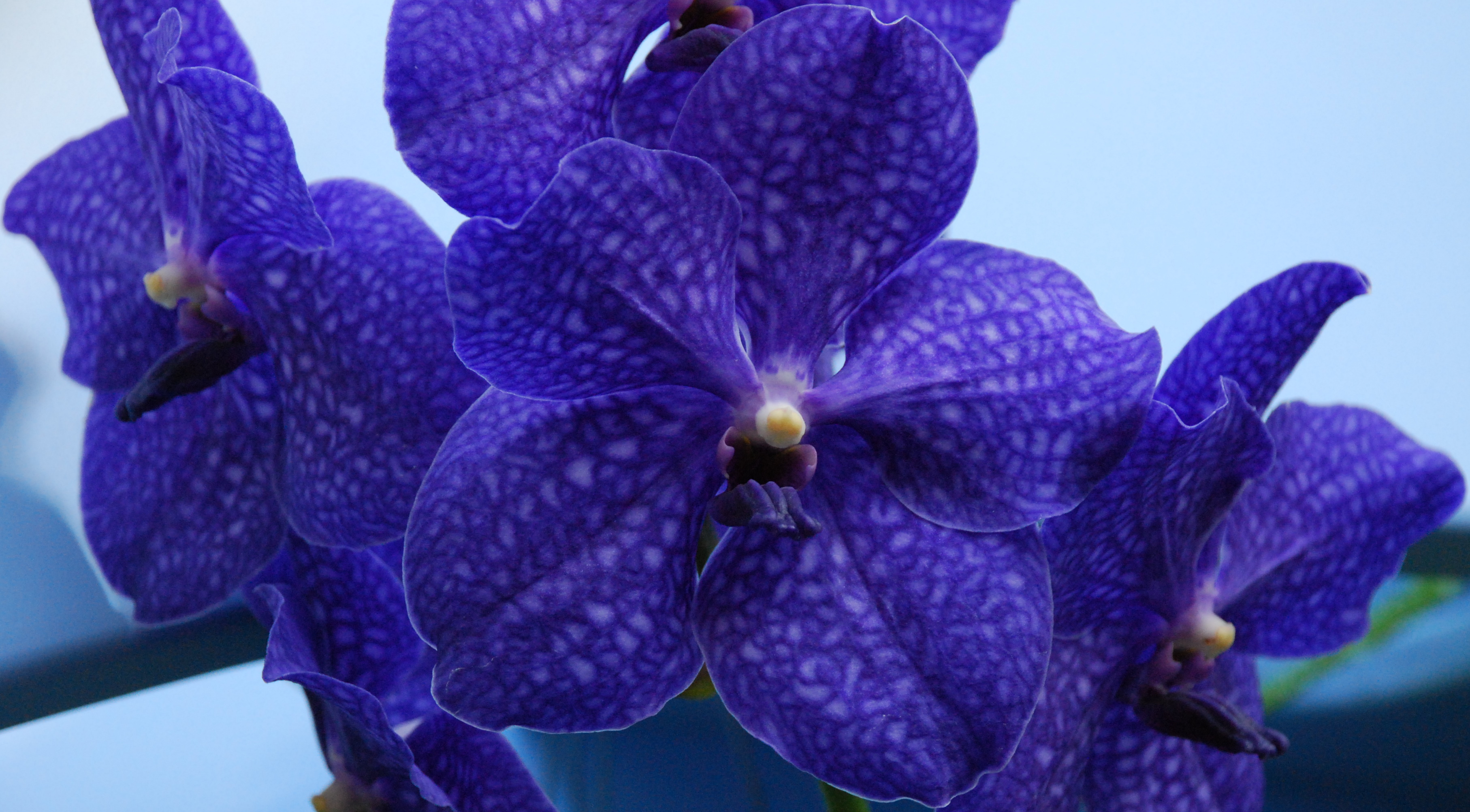
Vanda pachara delight

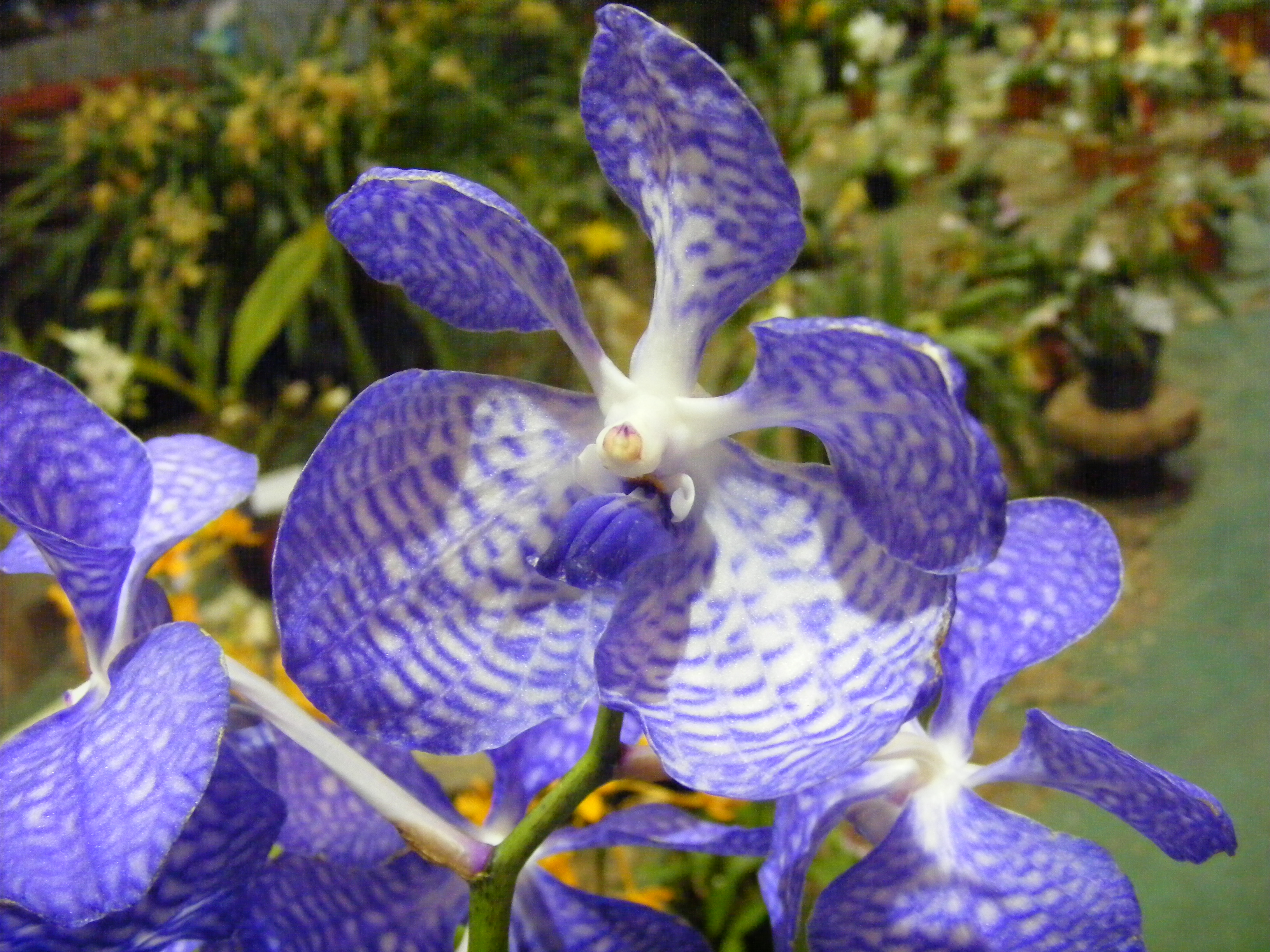
Vanda híbrido

- Vanda alpina (Himalaya a China - S. Yunnan)
- Vanda arbuthnotiana (India)
- Vanda arcuata (Indonesia - Sulawesi)
- Vanda bensonii (Assam a Tailandia)
- Vanda bicolor (Bután)
- Vanda bidupensis (Vietnam)
- Vanda brunnea (China - Yunnan a Indochina)
- Vanda coerulea: Blue Orchid (Assam a China - S. Yunnan)
- Vanda coerulescens (Arunachal Pradesh a China - S. Yunnan)
- Vanda celebica (Indonesia – Sulawesi)
- Vanda chlorosantha (Bután)
- Vanda concolor (sur China a Vietnam)
- Vanda cristata (Himalaya a China - noroeste Yunnan)
- Vanda dearei (Borneo)
- Vanda denisoniana (China - Yunnan a norte Indochina)
- Vanda devoogtii (Sulawesi)
- Vanda flabellata (Rolfe ex Downie) Christenson, 1985
- Vanda foetida (sur Sumatra)
- Vanda furva (Java, Maluku)
- Vanda fuscoviridis (sur China a Vietnam)
- Vanda griffithii (E. Himalaya)
- Vanda hastifera (Borneo)
  - Vanda hastifera var. gibbsiae (norte Borneo)
  - Vanda hastifera var. hastifera (Borneo)
- Vanda helvola (oeste Malasia)
- Vanda hindsii (Papuasia a norte Queensland)
- Vanda insignis (islas menores Sonda)
- Vanda jainii (Assam)
- Vanda javierae (Filipinas)
- Vanda lamellata (Taiwán (a Filipinas, norte Borneo)
  - Vanda lamellata var. boxallii
  - Vanda lamellata var. calayana (sinónimo de Vanda lamellata var. lamellata)
  - Vanda lamellata var. flava
  - Vanda lamellata var. lamellata
  - Vanda lamellata var. remediosae (sinónimo de Vanda lamellata var. boxallii Rchb.f. )
- Vanda leucostele (norte y oeste Sumatra)
- Vanda lilacina (China - Yunnan a Indochina)
- Vanda limbata (Java, Islas Sonda menores, Filipinas)
- Vanda lindenii (Maluku)
- Vanda liouvillei (Assam a Indochina)
- Vanda lombokensis (Islas Sonda menores)
- Vanda luzonica (Filipinas - Luzón)
- Vanda merrillii (Filipinas)
- Vanda petersiana (Birmania)
- Vanda pumila (Nepal a Hainan y norte Sumatra)
- Vanda punctata (Pen. Malasia)
- Vanda roeblingiana (Filipinas)
- Vanda sanderiana
- Vanda scandens (Borneo, Filipinas - Mindanao)
- Vanda spathulata (India -Kerala, Tamil Nadu, Sri Lanka)
- Vanda stangeana (India - Arunachal Pradesh a Assam)
- Vanda subconcolor (China - sudoeste Yunnan a Hainan)
  - Vanda subconcolor var. disticha (Hainan)
  - Vanda subconcolor var. subconcolor (China - sudoeste Yunnan a Hainan)
- Vanda sumatrana (Sumatra)
- Vanda tessellata (subcontinente indio a Indochina)
- Vanda testacea (subcontinente indio a SC. China)
- Vanda thwaitesii (Sri Lanka)
- Vanda tricolor (Laos, Java a Bali)
- Vanda ustii
- Vanda vipanii (Birmania)
- Vanda wightii (sur India)

## Híbridos naturales deVanda
- Vanda × boumaniae (V. insignis × V. limbata) (Lesser Sunda Is.)
- Vanda × charlesworthii (V. bensonii × V. coerulea) (Myanmar)
- Vanda × confusa (V. coerulescens × V. lilacina) (Myanmar)

## Vandahíbridos intergéneros
Se han obtenido muchas especies híbridas a partir de las Vanda (generalmente Vanda sanderiana y Vanda caerulea debido a la gran duración de sus flores) cruzadas con otros géneros como Asconcenda y Renanthera.
- Aeridovanda: (Aerides × Vanda)
- Aeridovanisia: (Aerides × Luisia × Vanda)
- Alphonsoara: (Arachnis × Ascocentrum × Vanda × Vandopsis)
- Andrewara: (Arachnis × Renanthera × Trichoglottis × Vanda)
- Aranda: (Arachnis × Vanda)
- Ascocenda: (Ascocentrum × Vanda)
- Ascovandoritis: (Ascocentrum × Doritis × Vanda)
- Bokchoonara: Bkch (Arachnis × Ascocentrum × Phalaenopsis × Vanda)
- Bovornara: (Arachnis × Ascocentrum × Rhynchostylis × Vanda)
- Burkillara: (Aerides × Arachnis × Vanda)
- Charlieara: (Rhynchostylis × Vanda × Vandopsis)
- Christieara: (Aerides × Ascocentrum × Vanda)
- Darwinara: (Ascocentrum × Neofinetia × Rhynchostylis × Vanda)
- Debruyneara: (Ascocentrum × Luisia × Vanda)
- Devereuxara: Dvra (Ascocentrum × Phalaenopsis × Vanda)
- Hagerara: Hgra (Doritis × Phalaenopsis × Vanda)
- Himoriara: Hmra (Ascocentrum × Phalaenopsis × Rhynchostylis × Vanda)
- Isaoara: Isr (Aerides × Ascocentrum × Phalaenopsis × Vanda)
- Macekara: Maka ( Arachnis × Phalaenopsis × Renanthera × Vanda × Vandopsis)
- Moirara: Moir (Phalaenopsis × Renanthera × Vanda)
- Nakagawaara: Nkgwa (Aerides × Doritis × Phalaenopsis)
- Paulara: Plra (Ascocentrum × Doritis × Phalaenopsis × Renanthera × Vanda)
- Phalaerianda: Phda (Aerides × Phalaenopsis × Vanda)
- Stamariaara: Stmra (Ascocentrum × Phalaenopsis × Renanthera × Vanda)
- Sutingara: Sut (Arachnis × Ascocentrum × Phalaenopsis × Vanda × Vandopsis)
- Trevorara: Trev (Arachnis × Phalaenopsis × Vanda)
- Vandaenopsis: Vdnps (Phalaenopsis × Vanda )
- Vandewegheara: Vwga (Ascocentrum × Doritis × Phalaenopsis × Vanda)
- Yapara: Yap (Phalaenopsis × Rhynchostylis × Vanda)